# Mathilde Verne
Mathilde Verne, nascuda Mathilde Würm, (Southampton, Anglaterra, 25 de maig de 1865 - Londres, 4 de juny de 1936) fou una pianista i professora anglesa, d'origen alemany. Juntament amb la majoria de les seves germanes, Mathilde va canviar el seu cognom a Verne el 1893 després de la mort del seu pare, John Würm.

## Vida i carrera professional
Mathilde Würm va néixer a Southampton, Anglaterra, la quarta de deu germans. Després d'estudiar durant quatre anys amb la pianista Clara Schumann a Frankfurt, va iniciar la seva carrera de pianista de concerts el 1887 i a més de començar una carrera com a professora de música. Va ensenyar breument al Royal College of Music de Londres, i després va aparèixer regularment sota la direcció d'Henry Wood als concerts Promenade del Queen's Hall i va col·laborar amb els Tuesday 12 O'Clock Concerts de música de cambra, des del 1907 fins a la seva mort, el 1936.
Va debutar al St James's Hall de Londres, tocant un trio de piano de Felix Mendelssohn. Va aparèixer sovint com a solista amb directors com ara Arthur Nikisch, Hans Richter, Sir August Manns i Sir Henry J. Wood. Va visitar dues vegades els Estats Units d'Amèrica, interpretant al piano sota la direcció de Theodore Thomas. Es va fer especialment famosa per la seva interpretació de les obres de Robert Schumann. Entre els seus alumnes, a part de la seva germana Adela i del seu nebot John Vallier, hi van ser el pianista Solomon Cutner; Moura Lympany, Harold Samuel, Herbert Menges i Lady Elisabet Bowes-Lyon (futura reina Isabel, la Reina Mare).
Mathilde Verne va morir el 1936 a Londres envoltada d'amics músics, en una festa al Savoia que servia per a llançar el seu llibre "Chords of Remembrance".